# Marian Oleś

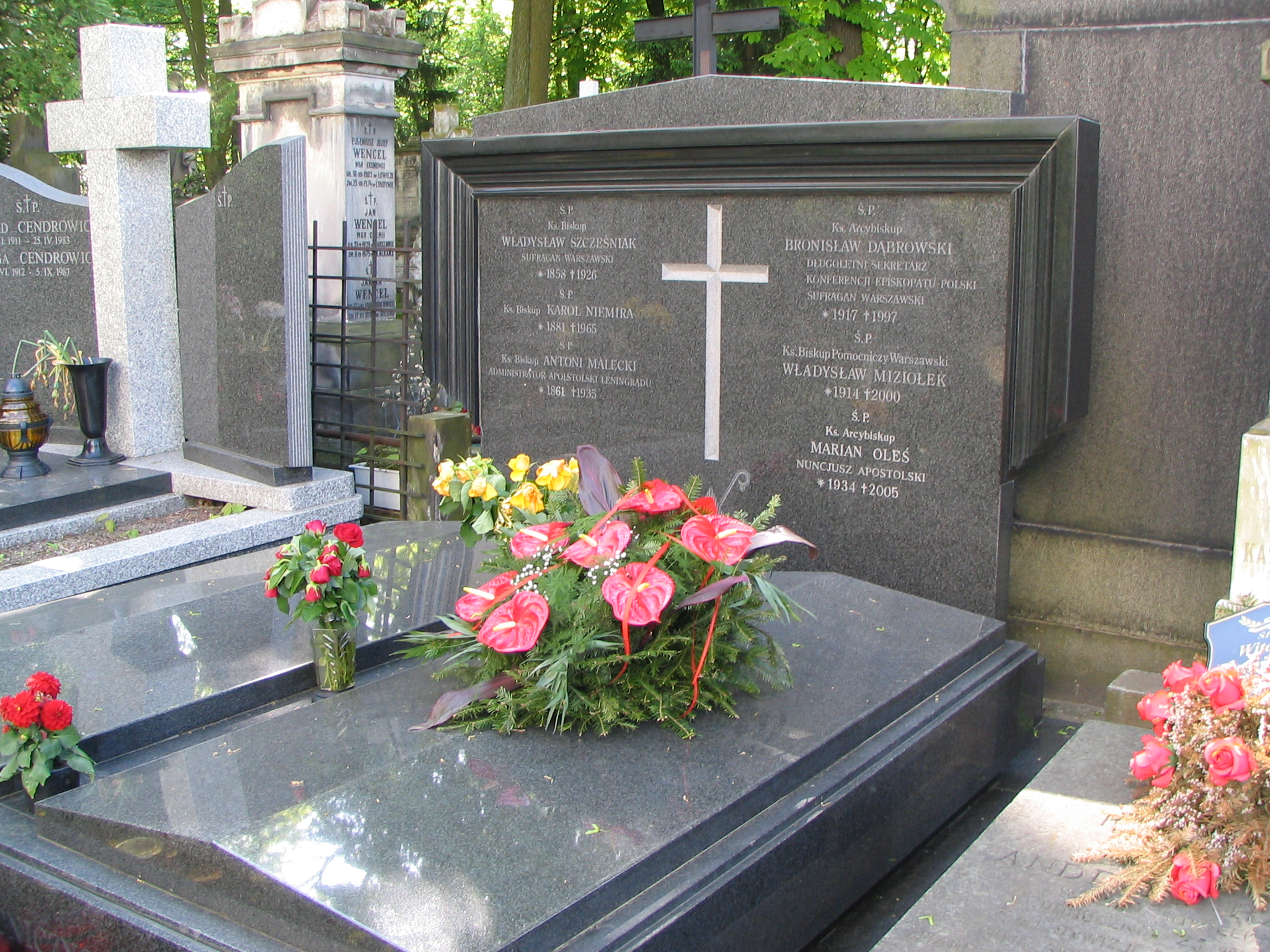
Nagrobek arcybiskupa Mariana Olesia na cmentarzu Powązkowskim w Warszawie (2008)

Marian Oleś (ur. 8 grudnia 1934 w Miastkowie, zm. 24 maja 2005 w Warszawie) – polski duchowny rzymskokatolicki, arcybiskup, dyplomata watykański, nuncjusz apostolski w Iraku i Kuwejcie w latach 1987–1991, w Kazachstanie, Uzbekistanie, Kirgistanie i Tadżykistanie w latach 1994–2001, w Słowenii i Macedonii w latach 2001–2002.

## Życiorys
Urodził się w Miastkowie w diecezji łomżyńskiej. Jego ojciec był leśniczym Lasów Państwowych. W 1940 wraz z rodziną został deportowany do Archangielska. Szkołę podstawową ukończył w Indiach, maturę zdał w Anglii. Święcenia kapłańskie otrzymał 9 lipca 1961 w Rzymie. Był sekretarzem nuncjatur w Ekwadorze i w Indonezji, a także radcą nuncjatury w Portugalii.
28 listopada 1987 został mianowany arcybiskupem tytularnym Ratiarii i pronuncjuszem apostolskim w Iraku i Kuwejcie. Sakrę biskupią przyjął 6 stycznia 1988 z rąk papieża Jana Pawła II. Przestał pełnić tę funkcję w 1991.
9 kwietnia 1994 Jan Paweł II mianował go nuncjuszem apostolskim w Kazachstanie, Kirgistanie i Uzbekistanie. 28 grudnia 1996 został również akredytowany w Tadżykistanie. 11 grudnia 2001 papież przeniósł go na urząd nuncjusza apostolskiego w Słowenii i Macedonii. 1 maja 2002 zrezygnował z tego urzędu ze względów zdrowotnych.
Zmarł 24 maja 2005 w Warszawie. 30 maja 2005 został pochowany w grobowcu biskupów pomocniczych warszawskich na cmentarzu Powązkowskim w Warszawie.
Postanowieniem prezydenta RP Lecha Wałęsy z dnia 7 września 1994 został odznaczony Krzyżem Oficerskim Orderu Odrodzenia Polski.